# Andouille
L'andouille (català: andolla, occità: andoha, pronunciat en francès: [ɑ̃duj]) és un embotit molt tradicional de la gastronomia francesa i de la gastronomia cajun elaborat segons el cas amb panxa i budells o amb carn i greix de porc, fumats o no, i molt especiats. El primer esment escrit del mot andouille, data de l'edat mitjana a Jargeau al departament del Loiret. Prové probablement del llatí vulgar inductilia, del verb llatí inducere (introduir), que es refereix al fet que el farciment és introduït en un budell. En l'argot francès es fa servir com insult per dir ximple, beneit.

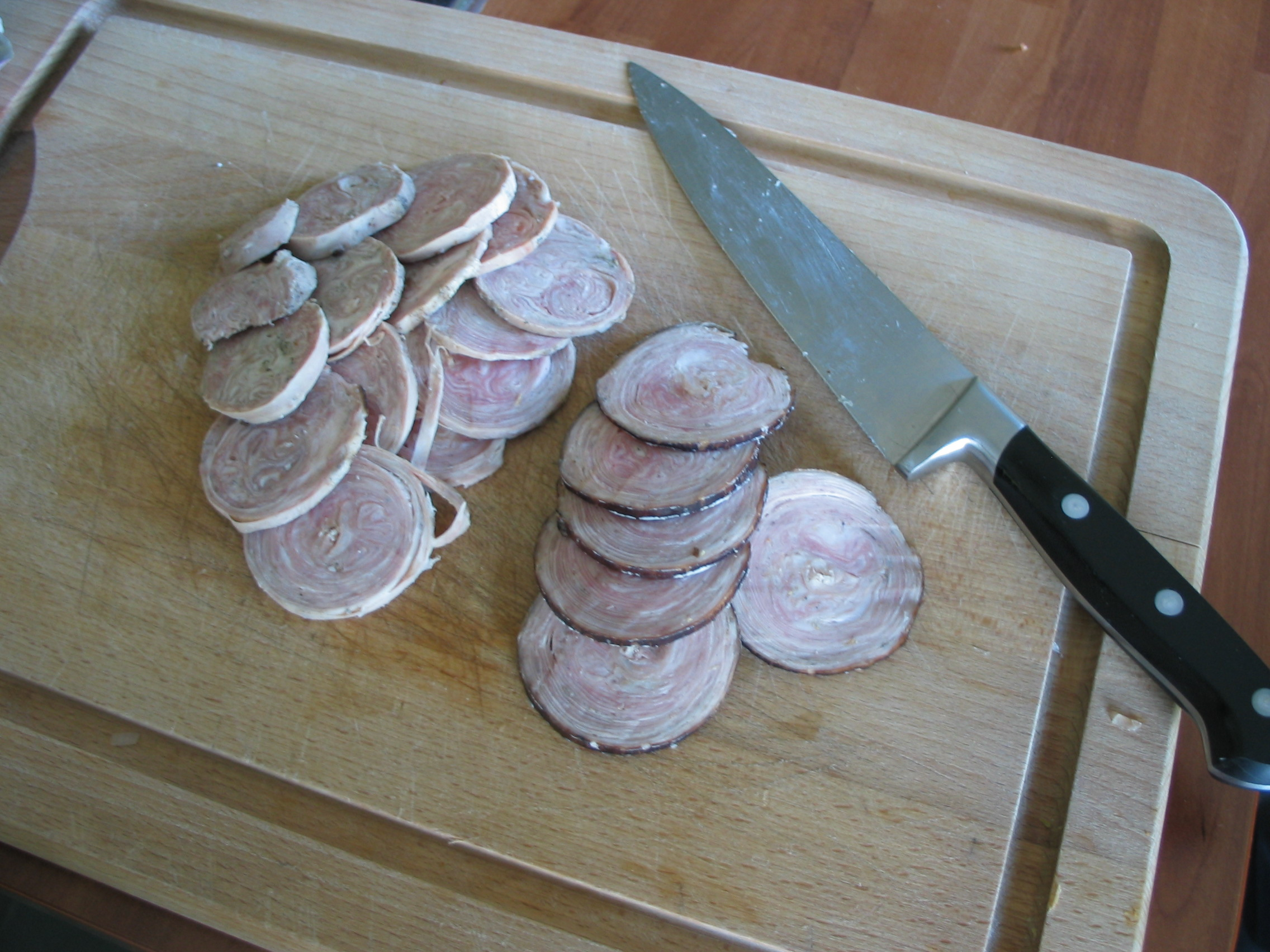
Rodanxes d'andouille de Guémené, la Bretanya

L'origen de l'andouille se situa en l'edat mitjana. No ha de confondre's amb la variant francesa de la salsitxa andouillette.
Es fa amb parts del tub digestiu del porc, i adobades amb sal, assecades, i per certes especialitats fumades. S'emboteixen enrotllant les peces sense addició de greix ni farines, i s'especia amb sal, pebre i condiments. Existeixen varietats regionals. Les mes més prestigioses són les de Bretanya i de la ciutat de Vire, a Normandia. L'andouille és coneguda per la seua pell marró fosc, i se sol menjar fred (a temperatura ambient), tot i que grans xefs l'afegeixen al pot-au-feu, un plat amb carn d'olla. Es consumeix com un aperitiu, un entrant o per fer entrepans.

## Variants
L'andouille cajun es fa amb carn de porc fumada i embolicada amb greix, especiada i aromatitzada amb all, ceba i vi. És una evolució de la recepta francesa que van importar els emigrants francesos al Nou Món, a l'estat de Louisiana al segle xviii. El poble de LaPlace, a Louisiana, s'autodenomina «capital mundial de l'andouille» i organitza el «Festival de l'Andouille» cada any durant el mes d'octubre. Aquest festival és un festival de música.
La n'duja n'és la variant de la regió de Calàbria, molt semblant a la sobrassada al nord-oest espanyol va inspirar la androlla, ambdós dos mots són derivats del francès.